# 中釘
中釘（なかくぎ）は、埼玉県さいたま市西区の大字。 郵便番号は331-0077。本項では、当地区北東部にかつて存在していた原村（はらむら）についても述べる。

## 地理
埼玉県東部、さいたま市西区北部の大宮台地上に主として位置する。北東から南西に長いレンズ形をした地区である。地区の北端には上尾市との境界があり、その東部には浅間川やその支流が台地をうがちながら流れ下る。また、地区の西端にも上尾市との境界があり、地区南東端と同様に荒川左岸沿いの低地から樹状に開析した低地（谷戸）があり、滝沼川支流の小河川である指扇辻川や中釘川が流れる起伏に富んだ地域である。
東側で大字高木や西大宮に、南側で大字高木に、西側で大字指扇領辻の飛地や上尾市大字上野本郷に、北側で上尾市大字平方領領家や同堤崎に隣接する。また、南西側はさいたま市西区の大字平方領領家とわずかに隣接し、北東側は対角線上に上尾市大字地頭方が位置している。
地区の南側のやや離れた場所で、国道16号西大宮バイパス付近に中釘村だった頃より存在した大字中釘の飛地がある。また、荒川左岸側の河川区域内に入会地由来の飛地が大小三カ所所在し、西端で川越市大字古谷上と接する。この飛地ほかその北側の市境沿いに大小多数固まって所在する西区の各大字の飛地は、西新井などと同様に、かつての指扇領の13カ村が領有していた入会地の名残である。
地内は全域が市街化調整区域であり、土地利用として全体的には耕作地の多い農業地域である。屋敷森を持つ古くからの農家が多く、谷戸地に自然とスポーツを両立させた秋葉の森総合公園が立地するなど、多くの自然が残る。
北部の埼玉県道216号上野さいたま線周辺は関東運輸局埼玉運輸支局や自動車教習所、埼玉県自動車税事務所などの運輸・交通に関する施設や工場が集積する。指扇駅に近い南部は太陽ヶ丘団地などの住宅地も見られる。

### 地価
住宅地の地価は、2019年（平成31年）1月1日の埼玉県の地価調査によれば、大字中釘字前原1707の地点で4万1800円/m2となっている。

## 歴史
もとは江戸期より存在した武蔵国足立郡指扇領に属する中釘村で、古くは高鼻荘に属する中釘村、さらに古くは南北朝期より見出せる足立郡のうちの中茎郷であったと云われている。中釘は『武蔵田園簿』では中茎、『元禄郷帳』では中之釘とも記された。村高は正保年間の『武蔵田園簿』では491石余（田208石余、畑283石余、山銭1貫270文）、『元禄郷帳』では460石余、『天保郷帳』では481石余であった。助郷は中山道上尾宿に出役していた。化政期の戸数は70軒で、村の規模は東西29町、南北12町であった。
地名については比企郡川島町の「釘無」と同様、「釘」の字が小高い場所を意味していることから、旧入間川の自然堤防の上に位置することを意味するものと思われる。当村に山内豊前守一唯の陣屋が立地していた。荒川に下谷原入会地を領していた。
- 1590年（天正18年）の知行は旗本三宅氏、1596年（慶長元年）より幕府領となる[4]。
- 1623年（元和9年）より知行は旗本山内氏。 1689年（元禄2年）より豊房が土佐藩に転封、収公（上知）され再び幕府領となる[4]。なお、検地は1694年（元禄7年）に実施。また、入会地の検地は1744年（延享元年）に実施。
- 1828年（文政11年）より上尾宿寄場64か村組合に所属[4]。
- 幕末の時点では足立郡に属し、明治初年の『旧高旧領取調帳』の記載によると、幕府領（代官・大竹左馬太郎支配所）、および戸田謹爾と中山健次郎の知行、および南蔵院、妙玖寺、永昌寺、無量庵領[10]。
- 1868年（慶応4年）6月19日 - 武蔵知県事・山田政則（忍藩士）の管轄となる。
- 1869年（明治2年） 
  - 1月13日 - 武蔵知県事・宮原忠英の管轄区域に大宮県を設置、同県の管轄となる。県庁は東京府馬喰町に置かれる。
  - 9月29日 - 県庁が浦和に置かれ浦和県に改称。
- 1871年（明治4年）11月13日 - 第1次府県統合により埼玉県の管轄となる。
- 1875年（明治8年）10月22日 - 江戸期より存在していた原村（後述）が中釘村と合併する[11][12][4][注釈 2]。現在の大字中釘の北東部に当たる。
- 1879年（明治12年）3月17日 - 郡区町村編制法により成立した北足立郡に属す。郡役所は浦和宿に設置。
- 1889年（明治22年）4月1日 - 町村制施行に伴い、指扇村・宝来村・峯岸村・内野本郷村・西新井村・中釘村・清河寺村・高木村・指扇領辻村・指扇領別所村が合併して指扇村が成立。指扇村の大字中釘となる[4]。
- 1949年（昭和24年) - 地内に運輸省埼玉陸運事務所（現、関東運輸局埼玉運輸支局）が開設される。
- 1955年（昭和30年）1月1日 - 指扇村が馬宮村・植水村・片柳村・春岡村・七里村とともに大宮市へ編入され[13]、大宮市の大字となる。
- 1978年（昭和53年）4月 - 地内に大宮市立指扇北小学校（現、さいたま市立指扇北小学校）が創立される[14]。
- 1987年（昭和62年）4月1日 - 地内に埼玉県立大宮北養護学校（現、埼玉県立大宮北特別支援学校）が開校する。
- 2001年（平成13年）5月1日 - 大宮市が、浦和市、与野市と合併しさいたま市となり、さいたま市の大字となる。
- 2003年（平成15年）4月1日 - さいたま市が政令指定都市に移行しさいたま市西区の大字となる。
- 2004年（平成16年）5月 - 地内に秋葉の森総合公園が造成され、一部開園する[15]。
- 2017年（平成29年）11月18日 - 大宮西部特定土地区画整理事業の換地処分が前日に行われた[16]ことに伴い、事業区域とその周辺で町名地番変更が行われ[17]、大字清河寺・大字高木・大字中釘の各一部から西大宮四丁目が成立[18]。

### 中釘村に存在していた小字
- 金子下[19]
- 子の神（ねのかみ）
- 南前
- 宮前
- 請地
- 陣屋
- 前原
- 丸山
- 久保
- 西光坊
- 後谷
- 下谷原
- 根貝戸
- 牛沼

### 原村
原村は江戸期より存在していた。村域の知行は1590年（天正18年）以降、幕末まで中釘村と同様の経過を辿ったが、1697年（元禄10年）より知行は幕府領から旗本荒川氏となる。検地も同時期に実施され、荒川に下谷原入会地もあった。村高は正保年間の『武蔵田園簿』では100石（田51石余、畑48石余）、『元禄郷帳』では108石余、『天保郷帳』では104石余であった。助郷は中山道上尾宿に出役していた。化政期の戸数は16軒で、村の規模は東西4町、南北4町であった。村内に山ノ葉、松葉、前原、谷頭、丸山の古名が存在していた。村内に鎮守は神明社が建立されているほか、八幡社や天神社があったが、寺院は建立されていなかった。

## 世帯数と人口
2019年（平成31年）1月1日時点の世帯数と人口は以下の通りである。
| 大字 | 世帯数  | 人口   |
| ---- | ------- | ------ |
| 中釘 | 840世帯 | 1915人 |

## 小・中学校の学区
市立小・中学校に通う場合、学区（校区）は以下の通りとなる。
| 番地                                    | 小学校                   | 中学校                 |
| --------------------------------------- | ------------------------ | ---------------------- |
| 1 - 2312、2327、2337 - 2338-1、2372以降 | さいたま市立指扇北小学校 | さいたま市立指扇中学校 |
| 2313 - 2326、2328 - 2336、2338-2 - 2371 | さいたま市立指扇小学校   | さいたま市立指扇中学校 |

## 交通

### 域内
- 地区内に鉄道は敷設されていない。最寄駅は川越線西大宮駅および指扇駅。

### 道路
- 国道16号西大宮バイパス - 南側の飛地でわずかにかすめる。
- 埼玉県道216号上野さいたま線
- 秋葉通り
- 扇通り - 南側の飛地でかすめる。

### バス
大宮駅方面や西大宮駅方面への路線バスが運行されている。さいたま市西区コミュニティバスは南側の飛地を通る扇通りを通過するのみで、停留所は設けられていない。地内では乗合タクシーの「あじさい号」が運行されている。
東武バスウエスト上尾営業所・東武バスウエスト大宮営業事務所
地区内は「運輸支局前」、「秋葉入口」停留所が設置されている。
さいたま市西区指扇地区乗合タクシー「あじさい号」
地区内は「三恵苑」、「中釘自治会館」、「指扇小学校」秋葉の森運動公園」「秋葉神社」「太陽ヶ丘団地」停留所が設置されている。

## 地域

### 寺社・史跡

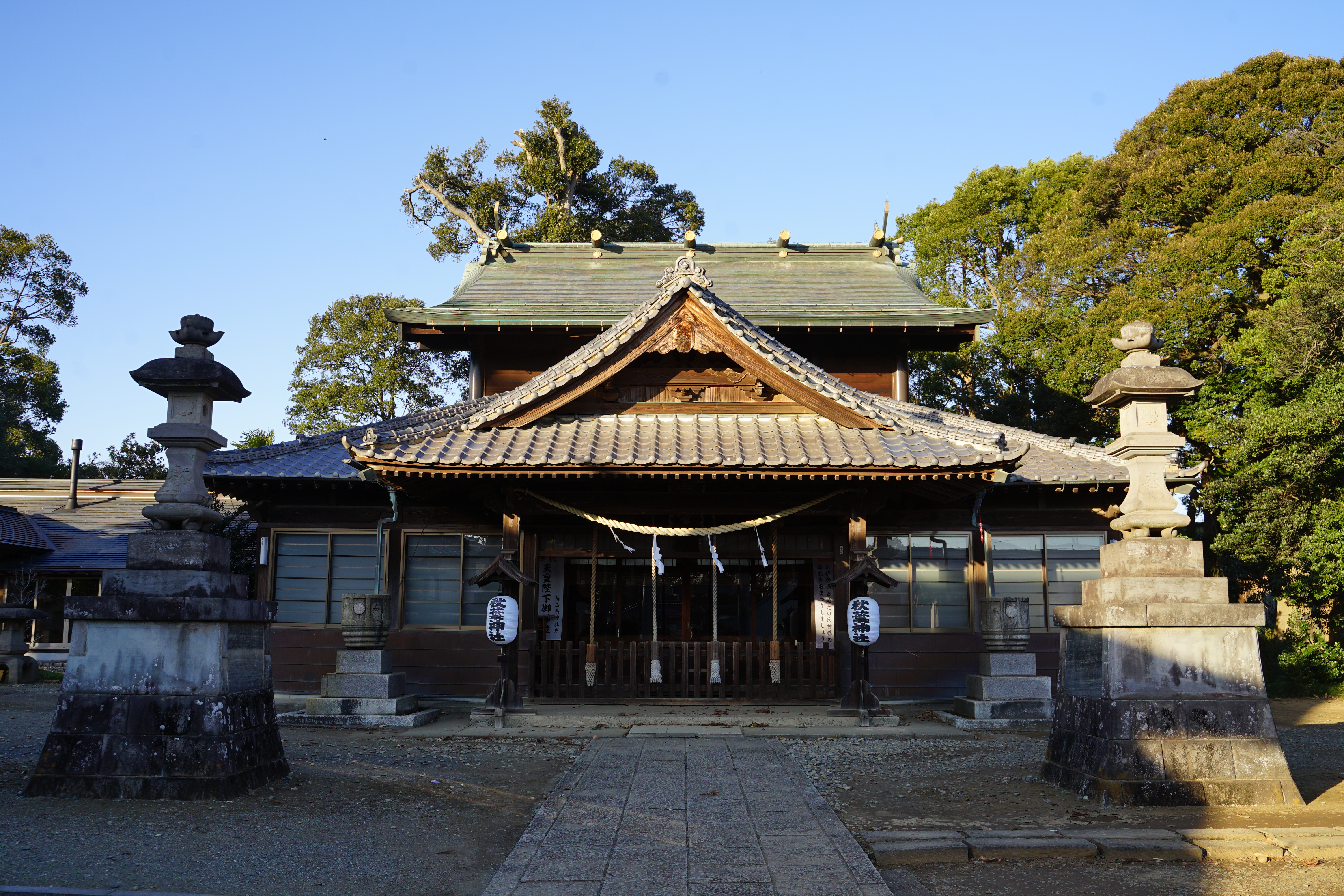
秋葉神社

- 真宗大谷派 妙玖寺 - 領主であった旗本山内氏の菩提所[6]。境内に4基ある同家の墓は市文化財。
- 曹洞宗永昌寺
- 秋葉神社 - 市文化財である「秋葉のささら獅子舞」が行なわれる[6]。
- 天神社
- 天満天神
- 地蔵尊松葉堂
- 毘沙門堂
- 中釘陣屋跡

### 公園・緑地

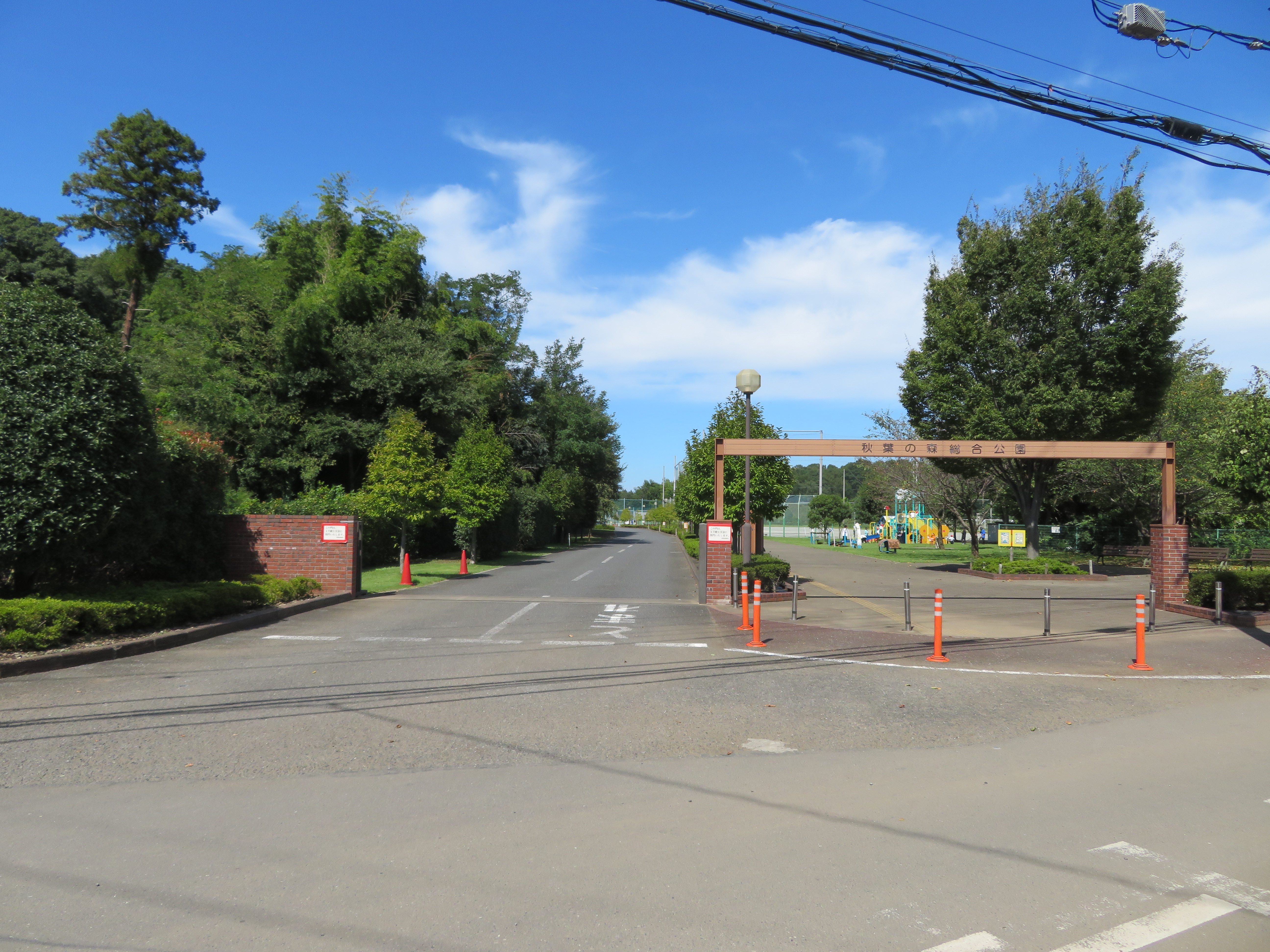
秋葉の森総合公園

- 秋葉の森総合公園
- 秋葉神社公園
- 中釘公園
- 指扇団地公園 - 飛び地に所在

### 施設
- 関東運輸局埼玉運輸支局 - 旧埼玉陸運事務所
- 埼玉県自動車税事務所 大宮支所
- さいたま市立指扇北小学校
- 埼玉県立大宮北特別支援学校
- ファインモータースクール指扇 - 旧指扇自動車教習所[6]。敷地の北半分が掛かる。
- 中釘自治会館
- 秋葉自治会館
- 太陽ヶ丘自治会館
- 指扇団地自治会館 - 飛び地に所在
- 大宮国際カントリークラブ - 飛び地に所在
- 県営大宮中釘住宅 - 埼玉県住宅供給公社が管理運営
- 太陽ヶ丘団地